# Veikko Aaltonen
Veikko Onni Juhani Aaltonen (Sääksmäki, 1º dicembre 1955) è un regista, montatore, sceneggiatore, attore e autore televisivo finlandese.

## Filmografia parziale

### Regista
- Tilinteko (1987)
- Tuhlaajapoika (1992)
- Isä meidän (1993)
- Merisairas (1996)
- Rakkaudella, Maire (1999)
- Juoksuhaudantie (2004)
- Uudisraivaaja (2006) - TV; 4 episodi
- Harvoin tarjolla (2008) - TV; 12 ep.
- Helppo elämä (2009-2011) - TV; 18 ep.
- Maailma on valmis (2012) - TV; 6 ep.
- Kansan mies (2013-2014) - TV; 12 ep.

### Autore/Sceneggiatore
- Milka, un film sui tabù (1980)
- Tuntematon sotilas (1985)
- Tilinteko (1987)
- Isä meidän (1993)
- Kotikatu (1995-1998) - TV; 67 episodi
- Juoksuhaudantie (2004)

### Montatore
- Crime and Punishment - Delitto e castigo (1983)
- Paperitähti (1989)
- Vita da bohème (1992)
- Tuhlaajapoika (1992)
- Isä meidän (1993)
- Iron Horsemen (1994)
- Merisairas (1996)
- Rakkaudella, Maire (1999)

### Attore
- I senza valore (Arvottomat), regia di Mika Kaurismäki (1982)
- Skierri, vaivaiskoivujen maa, regia di Markku Lehmuskallio (1982)
- Talvisota, regia di Pekka Parikka (1989)
- Kiljusen herrasväen uudet seikkailut, regia di Matti Kuortti (1990)